# La Chapelle-Thémer
La Chapelle-Thémer är en kommun i departementet Vendée i regionen Pays de la Loire i västra Frankrike. Kommunen ligger i kantonen Sainte-Hermine som tillhör arrondissementet Fontenay-le-Comte. År 2022 hade La Chapelle-Thémer 394 invånare.

## Befolkningsutveckling
Antalet invånare i kommunen La Chapelle-Thémer
| Referens: INSEE |